# Franklin (Teksas)
Franklin je grad u američkoj saveznoj državi Teksas. Prema popisu stanovništva iz 2010. u njemu je živjelo 1.564 stanovnika.